# Ogasawara Tadazane
Ogasawara Tadazane (小笠原 忠真?; 26 marzo 1596 – 3 dicembre 1667) è stato un daimyō del periodo Edo, figlio di Ogasawara Hidemasa.

## Storia
Tadazane era il figlio di Ogasawara Hidemasa (1569-1615) e Toku-hime, figlia di Matsudaira Nobuyasu e nipote di Tokugawa Ieyasu. Sposò Kamehime figlia di Honda Tadamasa e adottò una figlia di Tokugawa Ieyasu.
Dopo la morte di suo padre e di suo fratello maggiore nella campagna estiva di Osaka i possedimenti del clan Ogasawara furono trasferiti dal dominio di Akashi (100.000 koku) nella provincia di Harima e successivamente nella provincia di Buzen a Kokura (150.000 koku). Lo Shogunato Tokugawa lo collocò nell'isola di Kyūshū per controllare i Tozama daimyō dopo la battaglia di Sekigahara.
Famoso come il signore del figlio adottivo di Miyamoto Musashi, Iori, Tadazane prese parte alla campagna dello Shogunato per sedare la rivolta di Shimabara, dove le forze di Kokura parteciparono all'esecuzione dei sopravvissuti della forza ribelle, prevalentemente cristiani.
Tadataka, il figlio di Tadazane, gli succedette. Altri bambini includevano Nagayasu, Naganobu, Sanekata e tre figlie (uno dei due adottato dal clan Hachisuka dell han di Tokushima).